# Henri Fontaine
Pour les articles homonymes, voir Henri Fontaine (homonymie) et Fontaine.
Henri Fontaine est un footballeur français né le 17 mars 1925 à Barbentane et mort le 15 octobre 2018 à Avignon. Il évoluait au poste d'attaquant.

## Biographie
Henri Fontaine joue principalement en faveur de l'Olympique de Marseille et du FC Sète.
Il est sacré champion de France en 1948 avec l'OM.
À son décès le 15 octobre 2018, il était le plus ancien joueur de l'Olympique de Marseille encore vivant.

## Palmarès
- Champion de France de Division 1 en 1948 avec l'Olympique de Marseille
- Vice-champion de France de Division 2 en 1955 avec le Red Star OA[3]